# Бишофсцелль (округ)
Бишофсцелль (нем. Bischofszell (Bezirk)) — бывший округ в Швейцарии. Центр округа — Бишофсцелль.
Округ входил в кантон Тургау. Занимал площадь 95,7 км². Население 31 039 чел. Официальный код — 2002.
Существовал до конца 2010 года. 1 января 2011 года округ был упразднён, входившие в его состав коммуны перешли:
- Амрисвиль — в округ Арбон,
- остальные 7 коммун — в округ Вайнфельден.

## Коммуны округа
| Герб                 | Коммуна              | Население (2005) | Площадь км² | Официальный код |
| -------------------- | -------------------- | ---------------- | ----------- | --------------- |
| Амрисвиль            | Амрисвиль            | 11 477           | 19,1        | 4461            |
| Бишофсцелль          | Бишофсцелль          | 5485             | 11,7        | 4471            |
| Эрлен                | Эрлен                | 3039             | 12,2        | 4476            |
| Хауптвиль-Готтсхаус  | Хауптвиль-Готтсхаус  | 1865             | 12,5        | 4486            |
| Хоэнтаннен           | Хоэнтаннен           | 599              | 8,0         | 4495            |
| Крадольф-Шёненберг   | Крадольф-Шёненберг   | 3181             | 10,9        | 4501            |
| Зульген              | Зульген              | 3402             | 9,1         | 4506            |
| Цильшлахт-Зиттердорф | Цильшлахт-Зиттердорф | 1991             | 12,2        | 4511            |
|                      | Итого (8)            | 31 039           | 95,7        | 2002            |